# الإنترنت في البحرين
تم ربط البحرين إلى شبكة الإنترنت منذ عام 1995 وجعله في متناول مواطنيها. مجال المستوى الأعلى في البلاد هو .bh. أظهرت دراسة أجريت عام 2004 استخدام نظام الترشيح متسامح في البحرين مما يمكن تجاوزه بسهولة ومع ذلك فقد أظهرت أكثر الأحداث الأخيرة أكثر تطورا وانتشارا للترشيح.
في يناير 2009 بدأت البحرين حجب عدد كبير من مواقع الإنترنت من خلال هيئة شؤون الإعلام. التصفية الجديدة لها تأثير ملحوظ في سرعة الوصول إلى الإنترنت.
اعتبارا من عام 2010 كان هناك حوالي 694 ألف مستخدمي إنترنت في البحرين أو 55٪ من السكان.

## انتشار الإنترنت واستخدامه
يوجد نمو ملحوظ في خطوط الهاتف الثابت والإنترنت وتكنولوجيا المعلومات والاتصالات الإقليمية في البحرين. نتيجة الربط في البلاد (إحصائية والذي يقيس كلا من الوصول إلى الإنترنت والثابتة وخطوط الهاتف المحمول) هو 210.4 في المئة للشخص الواحد في حين أن المتوسط الإقليمي في دول الخليج العربي هو 135.37 في المئة. ارتفع عدد مستخدمي الإنترنت في البحرين من 40 ألف في عام 2000 إلى 250 ألف في عام 2008 أو 5,95 حتى 33 في المئة من السكان. شهد سوق الاتصالات تطورا ملحوظا في نوفمبر عام 2008 عندما أطلقت مينا تليكوم وايماكس شبكتها على الصعيد الوطني وهي الخدمة التي توفر سرعة لاسلكية عالية.
لتشجيع الإبداع في المحتوى المحلي على شبكة الإنترنت أطلقت البحرين في عام 2005 جائزة المحتوى الإلكتروني الذي نظمته هيئة الحكومة الإلكترونية في البحرين وجمعية البحرين للإنترنت. الهدف من الجائزة هو لتحديد نوعية المحتوى على الإنترنت وتعزيز الإبداع والابتكار في تطوير تطبيقات وسائط الإعلام الجديدة في البحرين.
المجتمع البحريني على الإنترنت صغير ولكن ديناميكي. اعتبارا من أول يناير 2008 كان هناك أكثر من 535 موقع مقرهم في البحرين مع التركيز على 25 مواضيع مختلفة (على سبيل المثال المنتديات العامة) و59 موقع للمنظمات الحكومية وحوالي 200 مدونة معظمها مجهولون. مستخدمي الإنترنت في البحرين يستخدمون الإنترنت لمناقشة القضايا الحساسة وتبادل المحتوى الذي لا يتوفر في وسائل الإعلام التقليدية. منعت السلطات عددا من مواقع الأخبار والدين وحقوق الإنسان ومواقع ويب النكتة التي يديرها البحرينيين وغير البحرينيين ولكن المستخدمين يتمكنون من الوصول إليها باستخدام الوكلاء.
ينظم سوق الاتصالات في البحرين من قبل هيئة تنظيم الاتصالات التي أنشئت بموجب المرسوم التشريعي رقم 48 لعام 2002 لحماية مصالح المشتركين والمستخدمين وتعزيز المنافسة الفعالة والعادلة بين المشغلين المرخص لهم. اعتبارا من عام 2008 رخصت الهيئة 22 مقدمي خدمة الإنترنت وأكبرهم بتلكو.

## مقدمي خدمة الإنترنت في البحرين
بتلكو: شركة الاتصالات الإقليمية المتخصصة في مجموعة واسعة من خدمات الاتصالات بما في ذلك الهاتف النقال، المكالمات المحلية والدولية وخدمات شبكة تجارية والانترنت وخدمات الأقمار الصناعية وما إلى ذلك.
زين: شركة الاتصالات الإقليمية المتخصصة في مجموعة واسعة من خدمات الاتصالات بما في ذلك خدمات الهاتف النقال، المكالمات المحلية والدولية وخدمات شبكة تجارية والانترنت وخدمات الأقمار الصناعية.
آينيت البريد الإلكتروني: خدمة البريد الإلكتروني المقدمة من شركة البحرين للاتصالات.
فيفا: مقدمي خدمات الهاتف النقال في البحرين وهي جزء من مجموعة الاتصالات السعودية وتوفر المكالمات والرسائل والانترنت والتجوال وخدمات بلاك بيري الخ.
بدالة إنترنت البحرين: الهيئة المنشأة بموجب مرسوم حكومي لربط مقدمي خدمة الإنترنت وذلك لزيادة حركة المرور والمحتوى المحلي وكذلك تقليل تكلفة شراء عرض النطاق الترددي الدولي.
اتصالكم: مقدمي حلول تكنولوجيا المعلومات والاتصالات المتكاملة للمستهلكين والشركات ويقدم هواتف بعنوان بروتوكول إنترنت والمزيد من بطاقات الاتصال الدولي والاتصال المحلي والدولي والإنترنت واستضافة وحلول تكنولوجيا المعلومات والاتصالات الشاملة الخ.
مينا تليكوم: شركة الاتصالات السلكية واللاسلكية ومقرها في المنامة وتقدم الخدمات التالية: الأقمار الصناعية وتطبيقات النطاق العريض والبطاقات الهاتفية المدفوعة مسبقا الدولية وحلول الاتصالات الخ.
نورث ستار للاتصالات: مقدمي خدمات الإنترنت والاتصالات الهاتفية في البحرين ويقدمون خدمة المكالمات الدولية مسبقة الدفع وبطاقات الاتصال الدولي وخطوط الإنترنت المؤجرة وخدمات خط اشتراك رقمي غير متماثل وتطوير موقع على شبكة الإنترنت مؤجل الدفع الخ.
نيوتيل للاتصالات: مزود الاتصالات السلكية واللاسلكية البديلة التي تقدم خدمات متقاربة بما في ذلك الصوت والإنترنت والتلفزيون عبر اتصال النطاق العريض ويقع المكتب الرئيسي في جزر أمواج ويشمل الشركاء الاستراتيجيين سيسكو سيستمز وشركة الاتصالات البريطانية.
لايت سبيد للاتصالات: لايت سبيد للاتصالات هي أول مشغل اتصالات خطوط ثابتة بديلة في البحرين وتقدم خدمات مبتكرة ذات قيمة مضافة للعملاء والتجار. تشمل الخدمات التي تقدمها الصوت والانترنت ويقع المكتب الرئيسي في برج المؤيد في ضاحية السيف ويشمل الشركاء الاستراتيجيين شركة الاتصالات الأردنية.

## المراقبة والتصفية
أنشأت وزارة الإعلام وحدة خاصة تراقب مواقع ويب لاحتمال حظرها. أشارت الحكومة إلى تشكيل لجنة لرصد محتوى الصحافة والإنترنت للإبلاغ عن أي تحريض على الطائفية. جهود الحكومة لمراقبة المواقع على شبكة الإنترنت أكدته تقارير إعلامية التي تستشهد بمصدر رسمي يذكر أن مواقع ويب يجري رصدها على أساس يومي ويجري أيضا مراقبة استخدام تقنيات التحايل لتحديث مواقع ويب محظورة.
نتائج تعود إلى عامين 2008 و2009 تؤكد حجب محدود من للمواقع الإباحية وإل جي بي تي وخدمات إخفاء الهوية. ومع ذلك بعد المرسوم الوزاري في يناير 2009 أمرت مزودي خدمات الإنترنت تنفيذ نظام التصفية الرسمية وجد موقع مبادرة الشبكة المفتوحة أن تصفية المحتوى في الفئات المحظورة رسميا أصبحت متفشية وهذا مؤشر على أن مقدمي خدمات الإنترنت قد بدئوا في استخدام نظام الترشيح. أيضا بدأ مقدمي خدمات الإنترنت في إظهار صفحة حجب صريحة مع الإشارة إلى المرسوم الوزاري.
في منتصف فبراير 2011 ومع بداية الاحتجاجات البحرينية فإن سرعة الإنترنت انخفضت بنسبة 20٪ وذلك بسبب تصفية الحكومة العدوانية.

### القبض على المدونين
في 9 أبريل 2011 توفي المدون زكريا راشد حسن عشيري في السجن بعد تعرضه للتعذيب وكان قد اعتقل بتهمة التحريض على الكراهية ونشر أخبار كاذبة وتعزيز الطائفية والدعوة إلى إسقاط النظام في المنتديات على شبكة الإنترنت.
تم القبض على عدد من الأشخاص لنشر رسائل على الإنترنت:
- عباس المرشد.
- محمد المسقطي.
- علي أوميد.
- فاضل المرزوق.
- حسين عبد السجاد عبد الحسين العباس.
- جعفر عبد السجاد عبد الحسين العباس.
- حمزة أحمد يوسف الديري.
- أحمد يوسف الديري.
- فاضل عبد الله علي المرزوق.
- هاني مسلم محمد الطيف.
- علي حسن سلمان الستراوي.
- عبد الجليل السنكيس.
- علي عبد الإمام.[2]

## وسائل الإعلام الاجتماعية في البحرين
لعبت وسائل الإعلام الاجتماعية دورا سلبيا وأشعلت الاضطرابات في البحرين مع معلومات تحريضية وفقا لتقرير صادر عن اللجنة البحرينية المستقلة لتقصي الحقائق. ذكرت اللجنة أن أثر الاستخدام الواعي لمواقع التواصل الاجتماعي مثل الفيسبوك وتويتر على بعض الأحداث الاجتماعية والسياسية الكبرى في العالم المعاصر. وذكر التقرير أن اللجنة وجدت أمثلة عديدة من قبيل المبالغة والتضليل وبعض التحريض الشديد التي تم نشرها من خلال وسائل الاعلام الاجتماعية. وثمة قضية أخرى أثيرت في النتائج أن وسائل الإعلام الرئيسية في البحرين تجاهلت آراء جماعات المعارضة. وذكر التقرير أن عدم الوصول إلى وسائل الإعلام الرئيسية يخلق الإحباط داخل جماعات المعارضة والنتائج في هذه المجموعات اللجوء إلى وسائل الإعلام الأخرى مثل وسائل الاعلام الاجتماعية. هذا يمكن أن يكون له تأثير مزعزع للاستقرار لأن وسائل الإعلام الاجتماعية سواء كانت لا يمكن تعقبها وغير خاضعة للمساءلة وعندما تم استخدام هذه الوسائط لنشر خطاب الكراهية والتحريض على العنف. أوصت اللجنة حكومة البحرين تقليل الرقابة والسماح للمعارضة بقدر أكبر للوصول إلى البث التلفزيوني والإذاعي وكذلك وسائل الإعلام المطبوعة.

### أخطاء
التقى فريق لجنة تقصي الحقائق أيضا مسؤولون من هيئة شؤون الإعلام الذين قدموا ملف بشأن إشراك وسائل الإعلام الدولية في أحداث فبراير ومارس. زعم المسئولون أن هناك تحريض تمارسه بعض وسائل الإعلام الأجنبية ضد البحرين. وذكرت أيضا أن وسائل الإعلام الدولية وقعت في أخطاء واقعية عند الإبلاغ عن الأحداث. وذكرت لجنة تقصي الحقائق ورود الكثير من هذه المواد بلغة مهينة وتغطية تحريضية للأحداث وبعضها قد يكون تشهيرا. ومع ذلك فإن اللجنة لم تجد أي دليل على التغطية الإعلامية التي شكلت خطاب الكراهية أو التحريض على العنف.